# Teatr Praski w Warszawie (1916–1928)
Teatr Praski – teatr działający na warszawskiej Pradze w latach 1916–1928.

## Historia
Siedzibą teatru był gmach Domu Żołnierza przy ul. Aleksandrowskiej (od 1916 – Zygmuntowskiej) 3, znajdujący się w parku Praskim, naprzeciw bazyliki św. Michała Archanioła i św. Floriana. Został on wzniesiony w 1903 roku z inicjatywy Warszawskiego Kuratorium Trzeźwości. Jak informowała ówczesna „Gazeta Handlowa”, scena miała 600 miejsc siedzących. 
Teatr zainaugurował działalność jednoaktówką Aleksandra Fredry pt. Świeczka zgasła, odbyły się również deklamacje, występy śpiewacze, pokazy baletowe oraz odczyt. Teatr nie rozwinął jednak swojej działalności z uwagi na spadek znaczenia Kuratorium po rewolucji 1905 roku. Obiekt przeszedł co prawda w 1908 roku pod zarząd Warszawskich Teatrów Rządowych, nie przyczyniło się to jednak do wzrostu jego aktywności.
Ponowne uruchomienie teatru, tym razem jako Teatru Praskiego, miało miejsce w 1916 roku z inicjatywy Towarzystwa Przyjaciół Pragi. Jego pierwszym dyrektorem został Józef Popławski, a pierwszą premierą była sztuka Władysława Ludwika Anczyca pt. Robert i Bertrand, czyli dwaj złodzieje. W repertuarze dominowały niezbyt ambitne przedstawienia, a sama placówka pełniła również funkcję domu kultury. Próbowano propagować w nim również literaturę narodową, jednak po 1918 roku scena podupadła.
W latach 1925–1927 zespół działał jako Teatr Odrodzony, ostatecznie jednak w 1928 roku teatr zamknięto. W budynku działała przez krótki czas letnia scena Teatru Ludowego, organizowano również pokazy filmowe. W październiku 1928 roku obiekt przekazano garnizonowi warszawskiemu.

### Skład pierwszego zespołu (1916)
- Helena Arkawinówna
- Jan Mieczysław Bonecki
- J. Brand
- Maria Bystrzyńska-Rosłan
- Jadwiga Gzylewska-Buszyńska
- Halina Halnicka-Ulasińska
- Stanisław Janowski
- Władysław Jarniński
- Leon Józefowicz-Tarnowski
- Juliusz Kalinowski
- Stanisława Kawińska
- Antonina Klońska-Sauer
- Gabriela Morska-Popławska
- H. Paczuska
- Maria Płonowska
- Józef Popławski
- Kazimierz Przystański
- Karol Rdzawicz-Chlebiński
- Władysław Ryszkowski
- Jerzy Stopiński
- Zygmunt Stróżewski
- Jadwiga Tomaszewska
- Hanna Wilamowska
- Leopold Ignacy Zbucki

### Wybrane premiery
- Gaetano Donizetti Córka pułku – 29 grudnia 1917
- Juliusz Słowacki Balladyna – 19 czerwca 1919
- Juliusz Słowacki Ksiądz Marek – 28 listopada 1919
- Lucjan Rydel Z dobrego serca – 8 czerwca 1921
- Józef Korzeniowski Karpaccy górale – 27 października 1927